# Checupa
Checupa là một chi bướm đêm thuộc họ Noctuidae.

## Các loài
- Checupa curvivena Prout, 1924
- Checupa equifortis Prout, 1924
- Checupa fortissima Moore, 1867